# Old Westbury Gardens
Old Westbury Gardens é a antiga propriedade do empresário John Shaffer Phipps (1874–1958), herdeiro da fortuna da família Phipps, no Condado de Nassau, Nova Iorque. Localizada na Old Westbury Road, 71, em Old Westbury, a propriedade foi convertida em um museu-casa em 1959. Está aberta para visitação de abril a outubro.
Foi listada no Registro Nacional de Lugares Históricos em 8 de novembro de 1976 e novamente em 10 de janeiro de 2011.

## História
As obras na propriedade começaram em 1903, quando John Shaffer Phipps prometeu à sua noiva, Margarita Grace (filha do empresário Michael P. Grace), que construiria para ela uma casa nos Estados Unidos, semelhante à residência britânica de sua família na Abadia de Battle, em Battle, East Sussex, Inglaterra. A casa ficou pronta em 1906 para Phipps, sua esposa e seus filhos pequenos.
Westbury House, a mansão em estilo neocaroleano (estilo Carlos II) projetada pelo designer britânico George A. Crawley com a colaboração do arquiteto americano Grosvenor Atterbury, possui 23 cômodos. O terreno cobre 160 acre(s)s (0,65 km2).
A pintura da Sra. Henry Phipps e seu neto Winston (1906–07), de John Singer Sargent, está pendurada na sala de jantar. Winston Guest era o filho, e seu padrinho era Winston Churchill.
Em agosto de 2024, a Liga de Preservação do Estado de Nova Iorque liberou uma subvenção para apoiar o notável projeto de restauração do jardim.

## Na cultura popular
Cenas da entrada da garagem e de alguns interiores do térreo foram usadas no filme Love Story, de 1970, e sua sequência de 1978, Oliver's Story, para representar a casa da família de Oliver Barrett IV, interpretado por Ryan O'Neal. Outros filmes gravados no local incluem Intriga Internacional (1959), The Age of Innocence (1993), Wolf (1994), To Wong Foo, Thanks for Everything! Julie Newmar (1995), Cruel Intentions e 8MM (ambos de 1999), The Manchurian Candidate (2004), Hitch (2005), Kabhi Alvida Naa Kehna (2006), Bernard and Doris (2006), American Gangster (2007) e Arthur (2011). Cenas das séries de televisão Pushing Daisies, Gossip Girl e Royal Pains também usaram o local nas filmagens. Serviu de inspiração para a Buchanan Estate, apresentada na adaptação cinematográfica de O Grande Gatsby, de Baz Luhrmann, em 2013, feita por sua esposa e designer de produção, Catherine Martin.

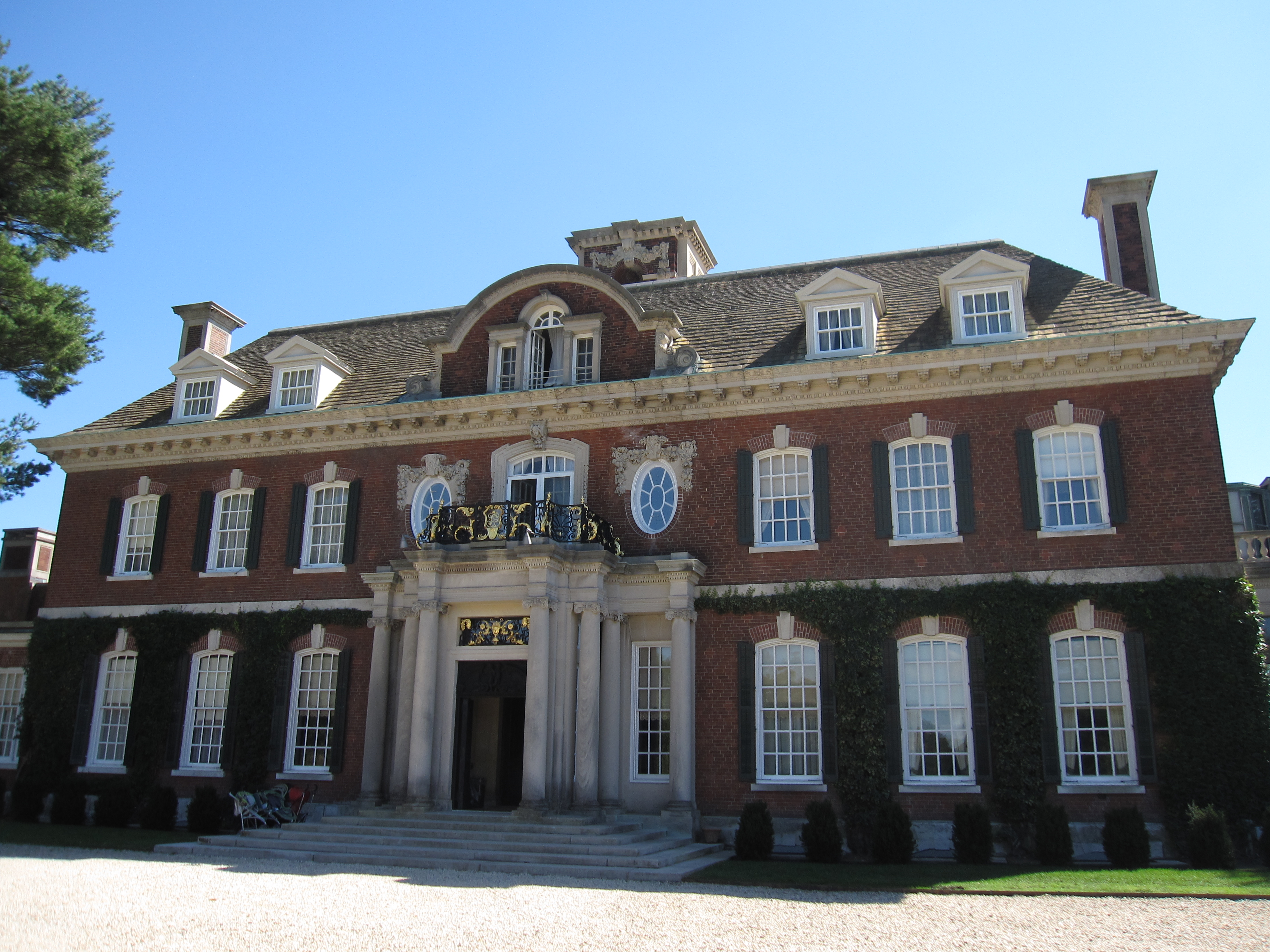
Frente da mansão
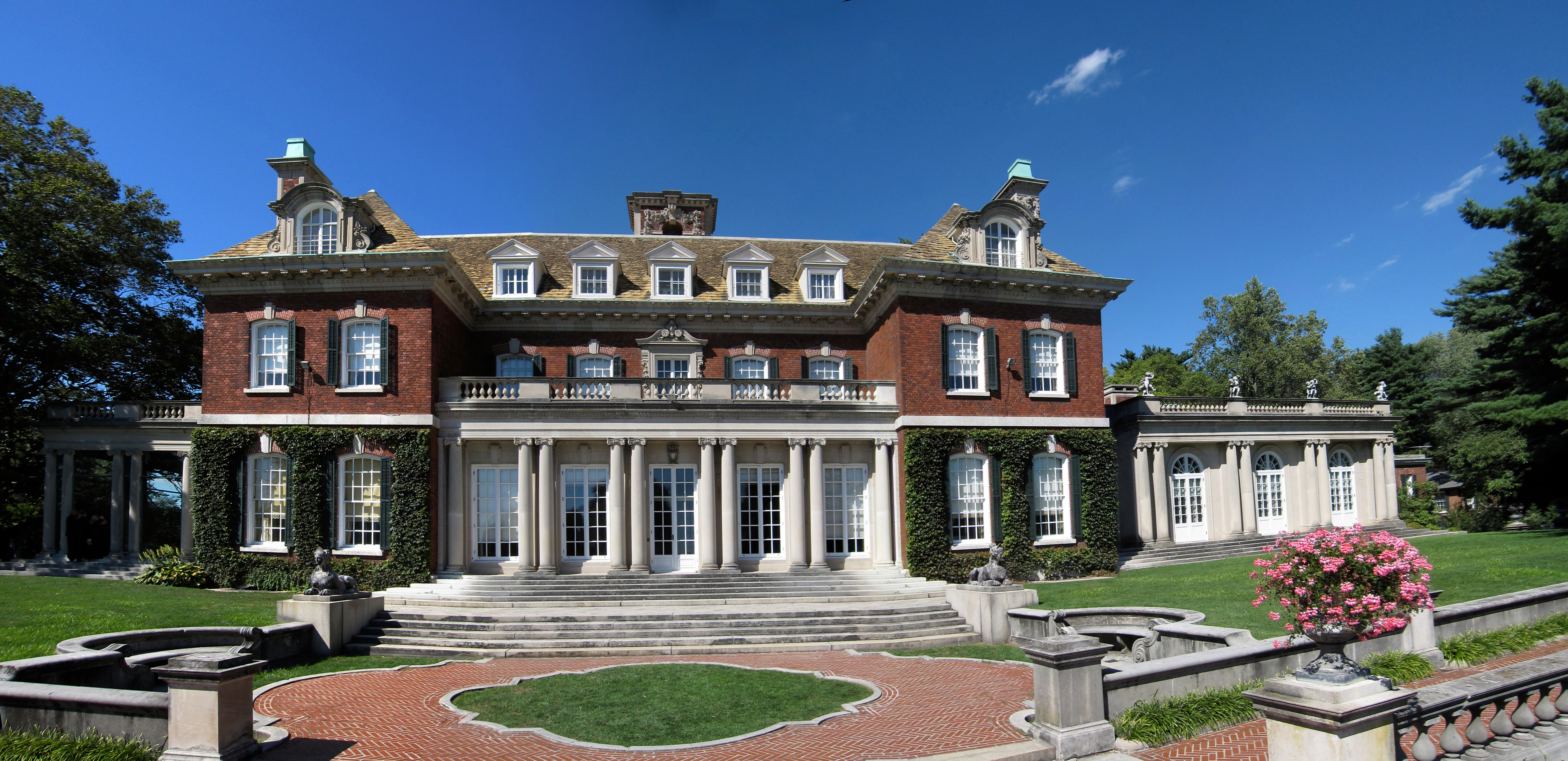
Vista de trás
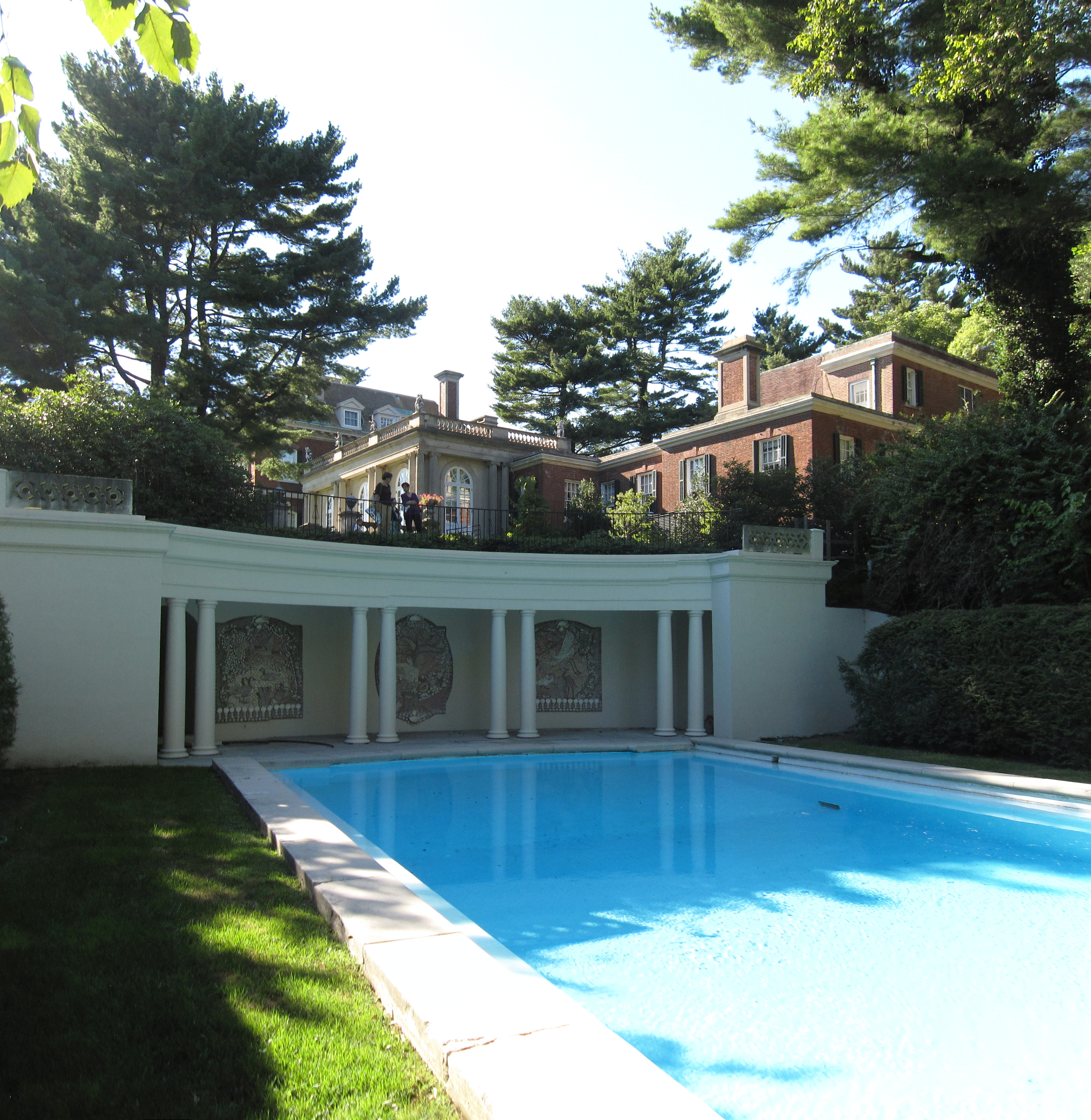
A área da piscina
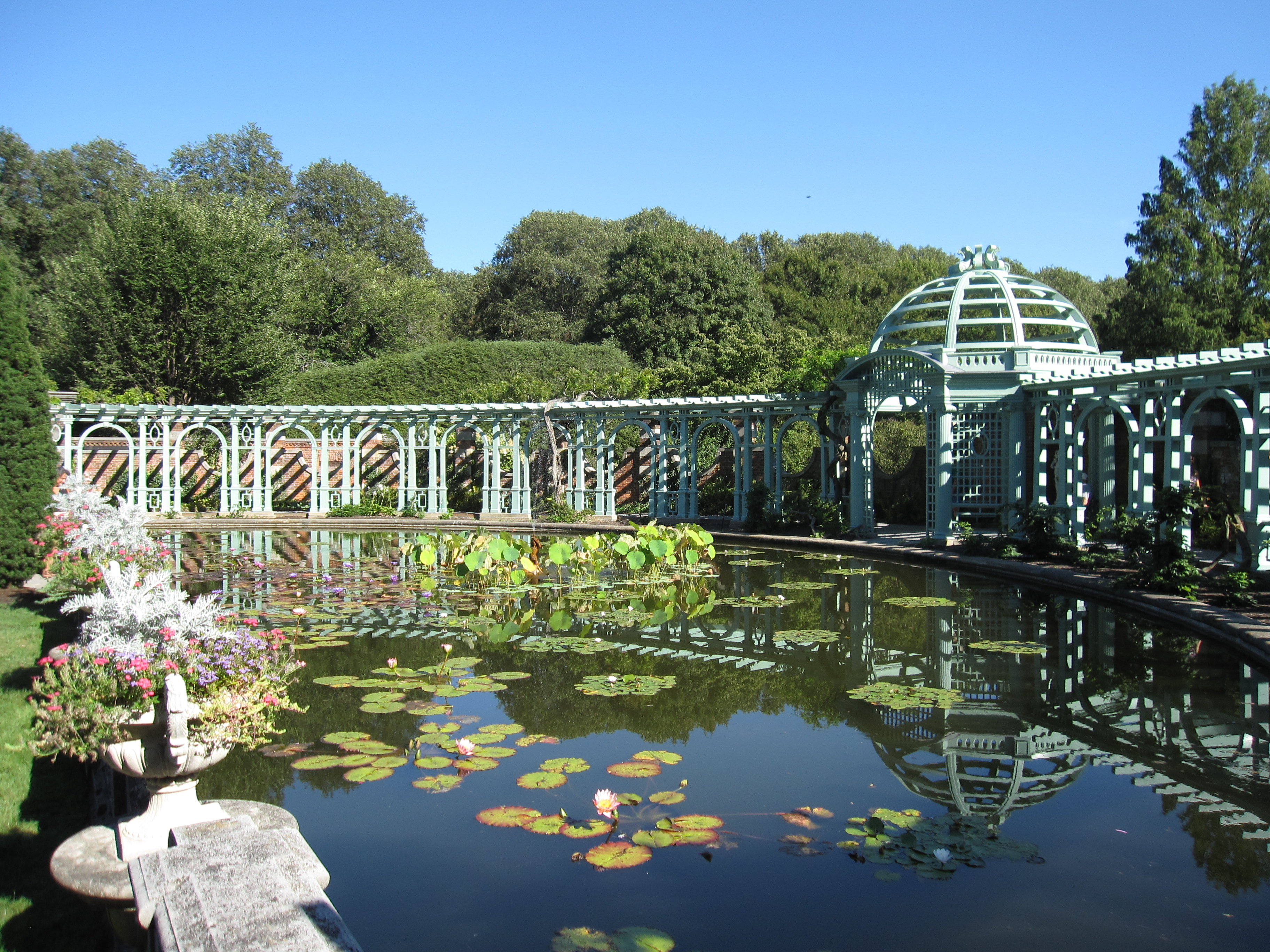
Parte dos jardins
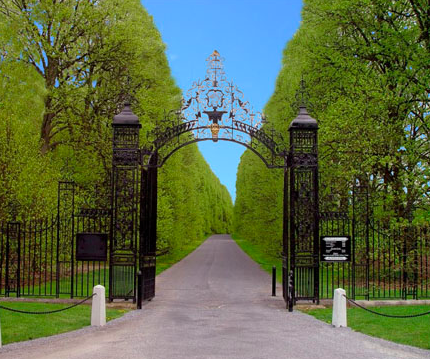
Portões de entrada
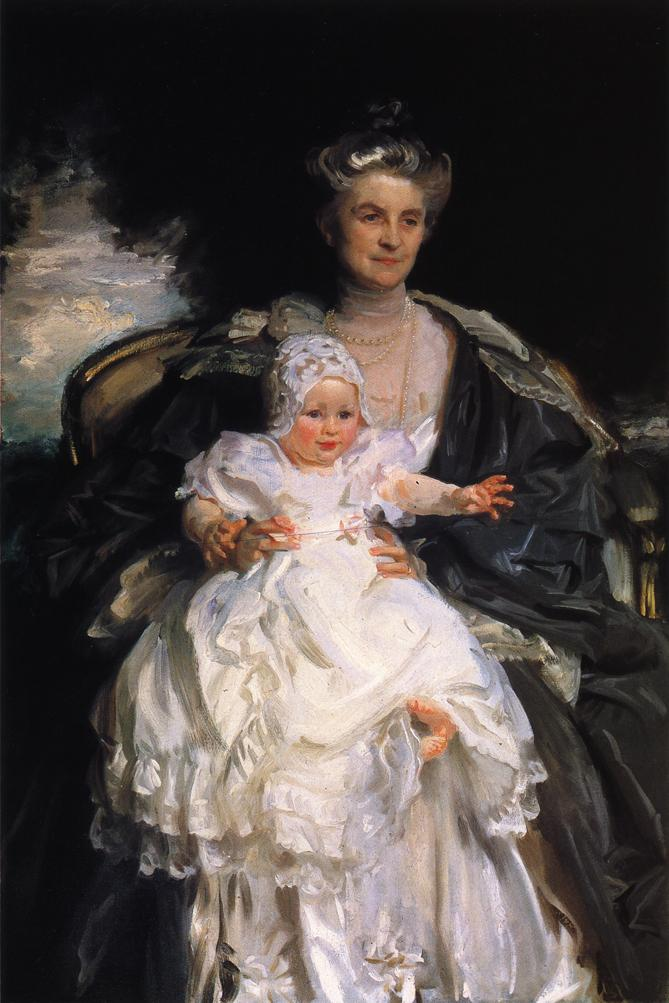
Mrs. Henry Phipps and Her Grandson Winston, por John Singer Sargent
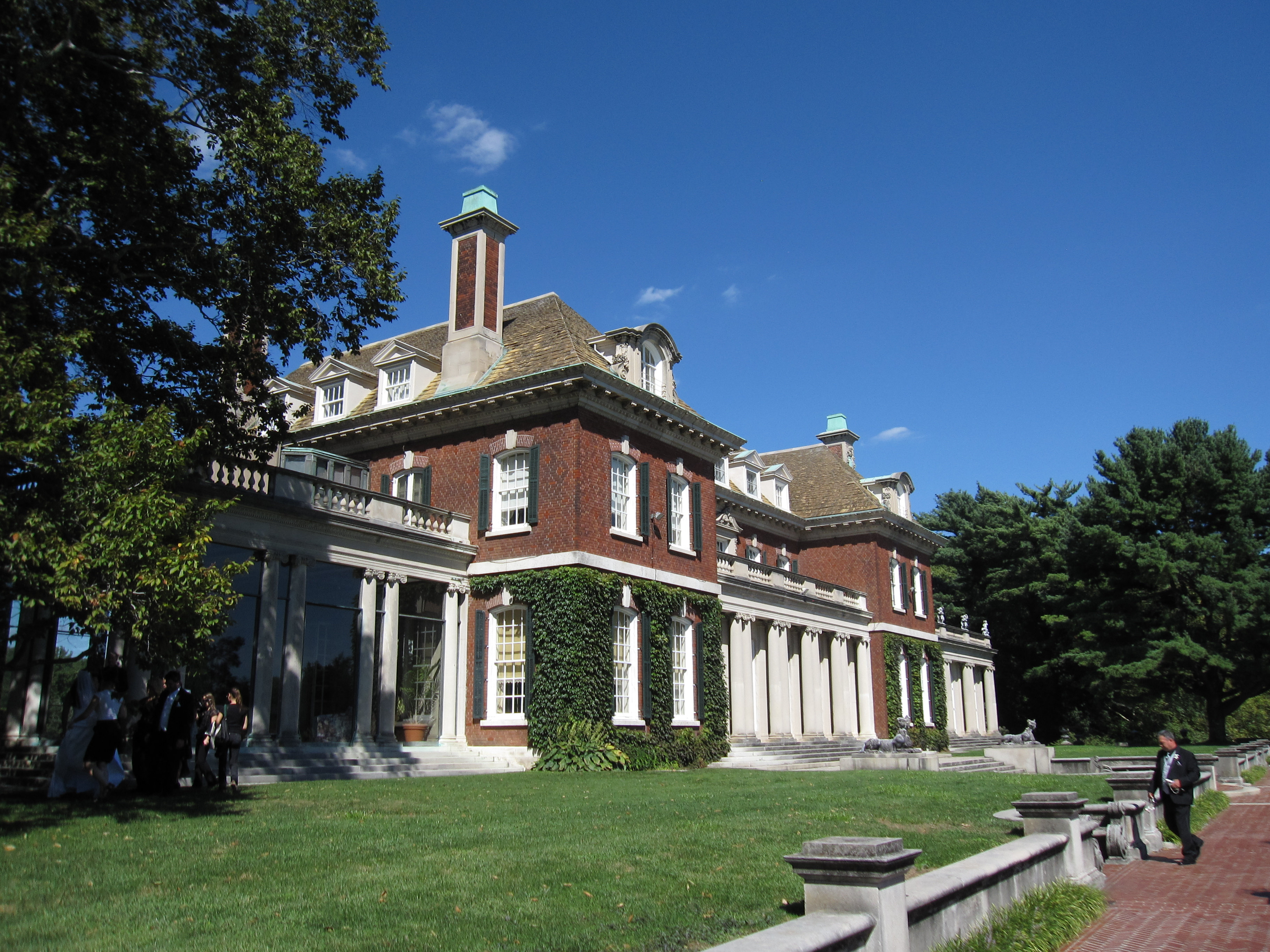
Vista lateral de trás
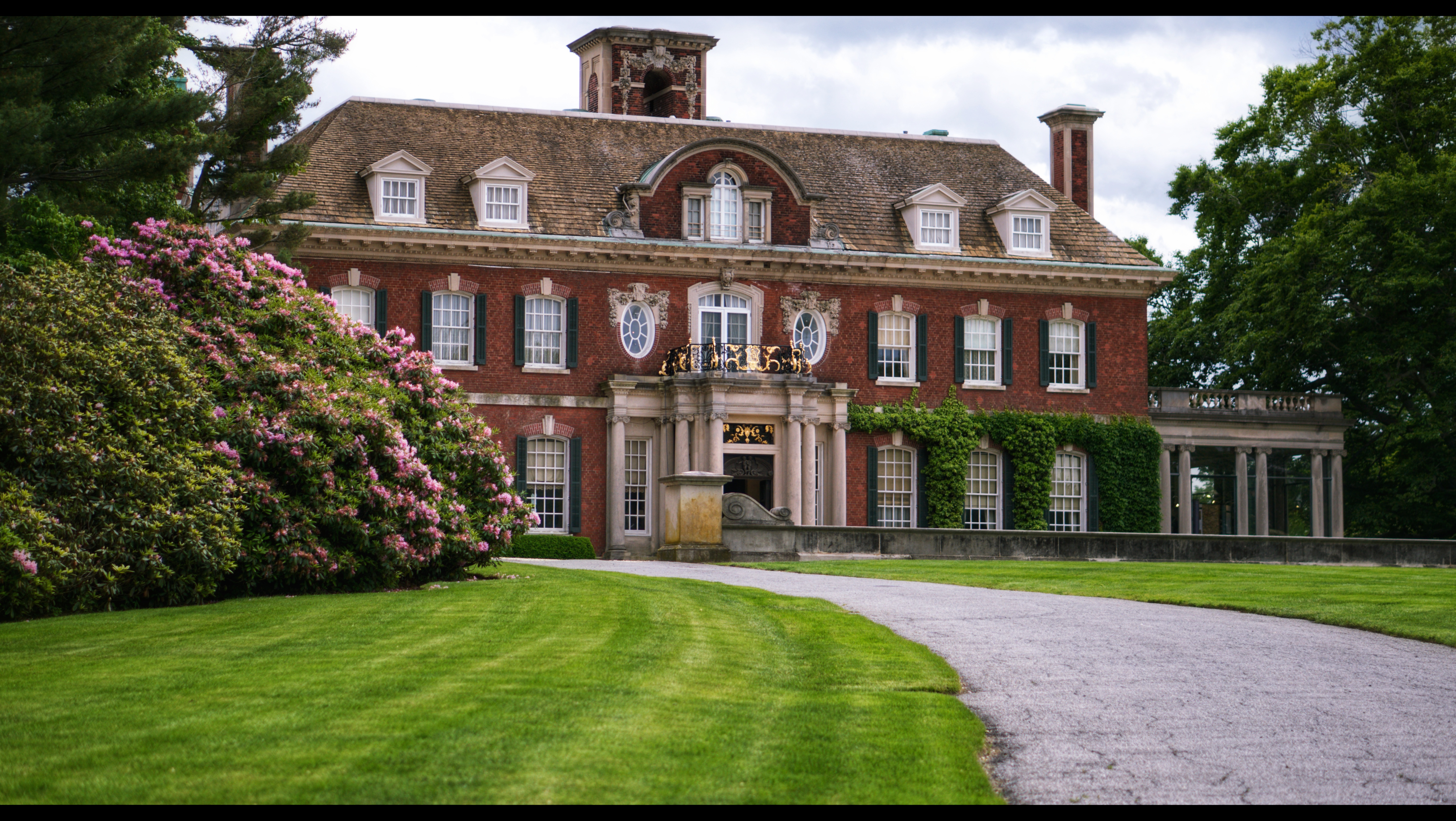
Vista frontal da entrada